# Мирний ядерний вибух
Мирний ядерний вибух — ядерний вибух, який здійснюється з невійськовою метою. Серед сфер використання ядерної зброї в мирних цілях були запропоновані земляні роботи для будівництва каналів і гаваней, виробництво електроенергії, запуск космічних кораблів, широкомасштабний фрекінг, а також для уникнення потенційно катастрофічної імпактної події.

## Дослідження
З кінця 1950-х до 1980-х років США і СРСР проводили масштабні і різноманітні дослідження у напрямку мирного використання ядерної зброї.

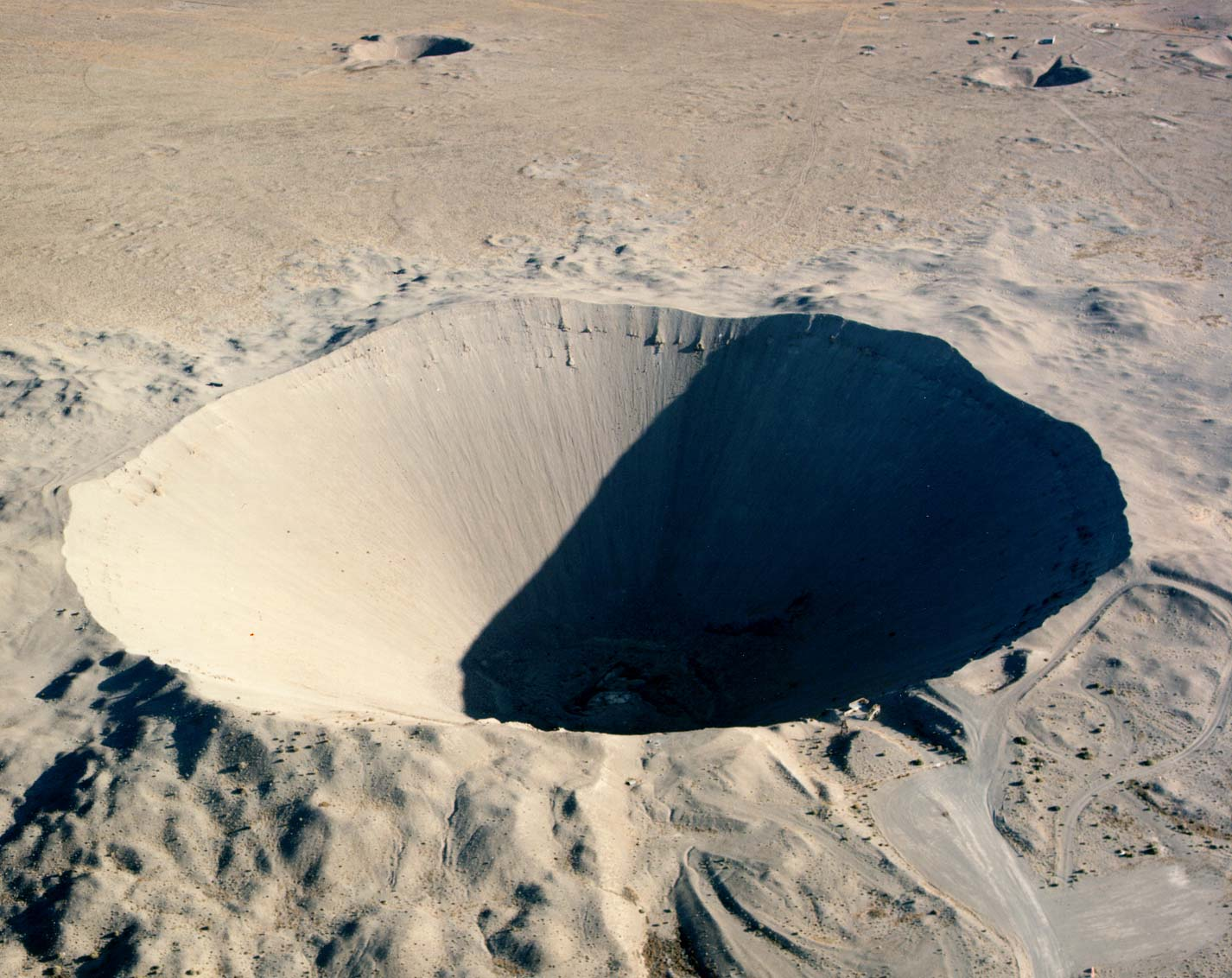
Кратер діаметром близько 390 м і глибиною 100 м, що утворився після ядерного випробування «Седан».

У США було проведено серію випробувань в рамках операції «Плаушер» — наукового проєкту, започаткованого 1957 року. Деякі з розглянутих ідей включали проривання за допомогою вибухів нового Панамського каналу, будівництво запропонованого Нікарагуанського каналу, використання підземних вибухів для виробництва електроенергії (проєкт PACER), а також різноманітні гірничодобувні, геологічні та радіологчні дослідження. У рамках програми за весь її час було підірвано 31 ядерну боєголовку в 27 окремих випробуваннях. Найбільш масштабним тестом було ядерне випробування «Седан» в 1962 році, коли підземний підрив бомби потужністю 104 кт призвів до зміщення 12 мільйонів тонн землі, утворення найбільшого рукотворного кратеру у світі та потужні ядерні опади над Невадою та Ютою через викидання у повітря великої кількості радіоактивного газу. Також було проведено три тести з використання ядерних вибухів для видобутку природного газу, але цей експеримент було припинено, оскільки його визнали недоцільним через зависоку вартість і радіоактивне забруднення газу. Наприкінці 1960-х років почав зростати спротив громадськості проти подібних експериментів, а дослідження економічного фактору цих концепцій у 1970-х показало, що вони не мають практичної цінності. Проєкт «Плоушер» мав багато негативних наслідків, таких як зіпсовані території, переселені громади, забруднення води тритієм і радіоактивні опади. У 1977 році його було офіційно скасовано.

Озеро Чаган.

Радянські дослідження в аналогічній сфері тривали з 1965 по 1988 рік у рамках державної програми «Ядерні вибухи для народного господарства». Програма була масштабнішою за американську і за весь її час було здійснено 239 ядерних вибухів. Проводилися експерименти зі створення котлованів, каналів, підземних порожнин для зберігання видобутого газу, інтенсифікації видобутку нафти та газу, отримання трансплутонієвих елементів, глибинного сейсмічного зондування Землі тощо. Найпотужнішим експериментальним вибухом потужністю 140 кт став термоядерний вибух «Чаган», котлован від якого діаметром 430 м і глибиною 100 м згодом перетворився на озеро. Деякі з цих випробувань мали значні негативні наслідки для екології — зокрема, вибух «Кратон-3» у Якутії в 1978 році призвів до значного забруднення місцевих ґрунтових вод, а вибух «Глобус-1» неподалік від міста Кінешма призвів до масштабного викиду радіоактивних газів і ледь не спричинив екологічної катастрофи з забрудненням всього Надволжя. Програму офіційно було згорнуто в 1988 році у рамках ініціативи тодішнього президента Михайла Горбачова щодо роззброєння.

## Міжнародні договори
У рамках постійних зусиль з контролю над озброєннями програми США і СРСР по експериментах з мирними ядерними вибухами контролювалися низкою угод, найбільш значною серед них є Договір 1976 року про підземні ядерні вибухи в мирних цілях (англ. «Treaty on Underground Nuclear Explosions for Peaceful Purposes» або «PNE Treaty») між США та СРСР.
Сторони Договору погодилися: не здійснювати жодних окремих ядерних вибухів потужністю понад 150 кілотонн у тротиловому еквіваленті; не проводити жодного групового вибуху (тобто такого, що складається з кількох окремих вибухів) із сумарною потужністю понад 1500 кілотонн; а також не здійснювати жодного групового вибуху із загальною потужністю понад 150 кілотонн, якщо окремі вибухи в групі не можуть бути ідентифіковані та виміряні за допомогою узгоджених процедур перевірки. Сторони також підтвердили свої зобов'язання щодо повного дотримання Договору про обмежену заборону випробувань 1963 року. Договір допускав проведення мирних ядерних вибухів навіть на території іншої країни за її згоди, якщо параметри вибуху відповідатимуть положенням Договору про мирні ядерні вибухи і Договору про нерозповсюдження ядерної зброї.
Крім того, статті IV і V Договору передбачали проведення заходів взаємного контролю: кожна сторона зобов'язувалася надавати інформацію про вибух та доступ до місця його проведення і не втручатися в засоби та процедури перевірки.
Втім, укладений у 1996 році Договір про всеосяжну заборону ядерних випробувань 1996 року забороняє будь-які ядерні вибухи, незалежно від того, з мирною метою вони проводяться чи ні.

## Сфери застосування

### Будівництво, видобування корисних копалин
З огляду на потужність ядерних вибухів, їх було запропоновано використовувати для різних невійськових цілей, у яких зазвичай застосовуються звичайні вибухові речовини у великій кількості — наприклад, великомасштабні землерийні роботи. Описані вище дослідження у цій сфері мали частковий успіх, але були визнані небезпечними і такими, що не мають економічних переваг перед застосуванням звичайної вибухівки. Розглядалося використання ядерних вибухів для утворення великих котлованів, тунелів, каналів або великих підземних порожнин (наприклад, для зберігання видобутого газу), розширення свердловин для стимулювання потоку нафти чи природного газу в щільних пластах тощо.
23 березня 1971 року СРСР вдався до практичної спроби використати серію з трьох підземних ядерних вибухів для прокладання каналу Печора — Кама в Пермській області РСФСР (проєкт «Тайга»), внаслідок чого утворився кратер розмірами 700 на 380 м і глибиною 10-15 м. З огляду на такі результати стало зрозуміло, що для будівництва каналу у такий спосіб знадобляться сотні ядерних вибухів, тому цей варіант було визнано невигідним. У вибуховому кратері утворилося озеро, що отримало назву «Ядерне».
Також в рамках радянських експериментів дві ядерні бомби були успішно використані для закриття аварійного викиду з газових свердловин — 11 квітня 1972 у Туркменській РСР і 9 липня того ж року в Українській РСР.
Окрім експериментів США і СРСР, можливість використання ядерних вибухів для цивільних цілей розглядали і інші країни. На початку 1970-х років німецькі спеціалісти консультували уряд Єгипту і проводили планування проєкту будівництва каналу від Середземного моря до западини Каттара в Західній пустелі. Прокласти канал передбачалося за допомогою підриву 213 ядерних пристроїв потужністю від 1 до 1,5 мегатонн на глибині від 100 до 500 м. Втім, уряд Єгипту зрештою визнав подібний спосіб небезпечним і відхилив проєкт.
В Австралії було запропоновано застосувати ядерний вибух для видобутку залізної руди в регіоні Пілбара.

### Дослідження в галузі фізики
При випробуванні ядерних вибухових пристроїв відбулося відкриття і синтез нових хімічних елементів шляхом ядерної трансмутації, а також їх отримання в достатніх кількостях, для вивчення їхніх властивостей. Наприклад, відкриття короткоживучих ейнштейнію та фермію, які утворюються в середовищі інтенсивного нейтронного потоку під час термоядерних вибухів, відбулося після першого випробування термоядерного пристрою Теллера–Уляма «Айві Майк». Швидке захоплення кількості нейтронів, необхідних для синтезу ейнштейнію, забезпечить необхідне пряме експериментальне підтвердження так званого r-процесу, що необхідно для пояснення космічного нуклеосинтезу усіх хімічних елементів, важчих за нікель, під час вибуху супернови, що пояснює існування багатьох стабільних елементів у Всесвіті.
Поява в усьому світі нових ізотопів, отриманих в результаті ядерних випробувань, починаючи з 1950-х років, призвела до розробки в 2008 році надійного способу виявлення підробок творів образотворчого мистецтва: картини, створені після того періоду, можуть містити сліди цезію-137 і стронцію-90 — ізотопів, яких до 1945 року в природі не існувало (якщо точніше, вони утворювалися природним чином приблизно 1,7 мільярда років тому, але зникли ще до появи найдавнішого відомого людського живопису).
Кліматологія, і зокрема наука про аерозолі, були в першу чергу створені, щоб відповісти на питання про те, як далеко і широко поширюватимуться радіоактивні опади. Подібно до мічених атомів, що використовуються в гідрології та тестуванні матеріалів, радіоактивні опади та нейтронна активація газоподібного азоту слугували радіоактивними індикаторами, які використовувалися для вимірювання, а потім допомагали моделювати глобальну циркуляцію в атмосфері, відслідковуючи рухи аерозольних опадів.
Після того, як у 1958 році було відкрито пояси Ван Аллена навколо Землі, Джеймс Ван-Аллен висловив припущення, що ядерні вибухи можуть бути одним із способів дослідження цього явища. Так, дані, отримані в серпні 1958 року за допомогою тестових знімків операції «Аргус» (висотного ядерного тесту) стали життєво важливими для раннього розуміння магнітосфери Землі.

### Тераформування Марса
У 2015 році підприємець-мільярдер Ілон Маск запропонував ідею тераформування планети Марс за допомогою детонації потужних термоядерних пристроїв над крижаними полюсами планети, що переважно складаються з сухого льоду. Недоліком цього плану є недостатня потужність наявних ядерних пристроїв і очевидними проблемами, які може спричинити розробка більш потужних. Як альтернатива запропоновано використання наявного ядерного пристрою, щоб «підштовхнути» до полюса Марса комету, що проходитиме поряд. Падіння комети на полюс було б набагато ефективнішим варіантом доставки необхідної енергії, водяної пари, парникових газів та інших біологічно важливих летючих речовин, які могли б почати швидко тераформувати Марс. Одна з таких нагод для цього сталася в жовтні 2014 року, комета C/2013 A1 (Сайдинг Спрінг) пройшла у 140 000 км від атмосфери Марса

### Захист від імпактних подій
Застосування ядерної зброї запропоновано у разі загрози зіткнення з Землею астероїда або іншого навколоземного об'єкта, при короткому часі між виявленням загрози і зіткненням. Пропонується здійснення ядерного вибуху чи серії вибухів на поверхні об'єкта, під його поверхнею або неконтактний вибух. В останньому випадку вибух здійснється досить далеко від об'єкта, щоб запобігти його потенційному руйнуванню, але достатньо близько, щоб створити потужний ефект лазерної абляції.
Аналіз стратегій уникнення зіткнення з небесним тілом з використанням різних технологій, проведений NASA у 2007 році, оцінює неконтактний вибух як у 10-100 разів ефективніший за неядерні альтернативи. Інші методи, що включають використання ядерної вибухівки на поверхні або під поверхнею об'єкта, можуть бути ще більш ефективними, але вони мають підвищений ризик зруйнувати його, а також складніші у плануванні і втіленні.

## Виноски
1. ↑  Site (PDF), Rulison, CO (fact sheet), US: Department of Energy, Office of Legacy Management, архів оригіналу (PDF) за 8 жовтня 2021, процитовано 9 жовтня 2022.
2. ↑  Metzger, Peter (22 лютого 1970), Project Gasbuggy and Catch-85*: *That's krypton-85, one of the radioactive by-products of nuclear explosions that release natural gas, The New York Times, с. SM14, It's 95 per cent safe? We worry about the other 5
3. ↑  Treaty Between The United States of America and The Union of Soviet Socialist Republics on Underground Nuclear Explosions For Peaceful Purposes.
4. ↑  Ministry of Electric Power and Energy (1978). Development of the Qattara Project, Egypt. Technical Committee on the Peaceful Uses of Nuclear Explosions; Vienna, Austria; 22 - 24 Nov 1976. IAEA-TC--81-5/6.
5. ↑  Nuclear blasting proposed for Pilbara Iron Ore Project, Industrial Reviews and Mining Year Book, 1970, с. 255—9.
6. ↑  Byrne, J. (2011). Neutrons, Nuclei, and Matter. Dover Publications, Mineola, NY,. ISBN 978-0-486-48238-5.{{cite book}}:  Обслуговування CS1: Сторінки з посиланнями на джерела із зайвою пунктуацією (посилання) | page = 267.
7. ↑  Cartlidge, Edwin (4 липня 2008). Nuclear fallout used to spot fake art. Physics World – the member magazine of the Institute of Physics.
8. ↑  Can past nuclear explosions help detect forgeries?. Theartnewspaper.com. Архів оригіналу за 13 листопада 2010. Процитовано 25 листопада 2010.
9. ↑  Emsley, John (2011). Nature's Building Blocks: An A–Z Guide to the Elements (вид. New). New York, NY: Oxford University Press. ISBN 978-0-19-960563-7.
10. ↑  Entangled histories: Climate science and nuclear weapons research (PDF).
11. ↑  Nuclear weapons' surprising contribution to climate science. Phys.org. 13 липня 2012.
12. ↑  Going Nuclear Over the Pacific | Past Imperfect. Blogs.smithsonianmag.com.
13. ↑  Section VI Nuclear Weapons Effects Technology II-6-28 (PDF). Federation of American Scientists. Процитовано 20 листопада 2015.
14. ↑  Sorry, Elon Musk: One Does Not Simply Nuke Mars Into Habitability “It is silly to expect Mars to become easily habitable.”.
15. ↑  Comet Siding Spring will pass by Mars only 139,500 km away--which would be like a comet passing about 1/3 of the distance between Earth and the Moon. Архів оригіналу за 7 жовтня 2022. Процитовано 9 жовтня 2022.
16. ↑  Comet Grazes by Mars' Atmosphere in 'Once-In-A-Lifetime' Event By Luminary Daily. Архів оригіналу за 29 липня 2017. Процитовано 9 жовтня 2022.
17. ↑  Solem J. C. (2000). Deflection and disruption of asteroids on collision course with Earth. Journal of the British Interplanetary Society. 53: 180—196. Bibcode:2000JBIS...53..180S. Архів оригіналу за 4 березня 2016. Процитовано 9 жовтня 2022.
18. ↑  Dillow, Clay (9 квітня 2012). How it Would Work: Destroying an Incoming Killer Asteroid With a Nuclear Blast. Popular Science. Bonnier. Процитовано 6 січня 2013.
19. ↑  Near-Earth Object Survey and Deflection Analysis of Alternatives Report to Congress March 2007. National Aeronautics and Space Administration. Архів оригіналу за 29 квітня 2007. Процитовано 20 листопада 2015.
20. India's Nuclear Weapons Program - Smiling Buddha: 1974. nuclearweaponarchive.org. Процитовано 18 серпня 2016.